# Erich Kästner – Das andere Ich
Erich Kästner – Das andere Ich ist ein deutscher Dokumentarfilm mit Elementen des Dramas aus dem Jahr 2016. Der unter der Regie von Annette Baumeister, die auch für das Drehbuch verantwortlich zeichnete, gedrehte Film porträtiert das Leben des deutschen Schriftstellers Erich Kästner unter Beachtung dessen „weniger bekannter Seiten“. Matthias Bundschuh ist als Kästner, Lisa Wagner als dessen Lebensgefährtin Luiselotte Enderle zu sehen.

## Inhalt
Erich Kästner – Das andere Ich stellt das Leben Erich Kästners dar, nimmt Bezug auf dessen Werke und Wirken und veranschaulicht dabei besonders die Hintergründe von Kästners Persönlichkeit, wobei der Schwerpunkt auf weniger bis nicht bekannten Strängen seines Lebens und deren Aufbereitung liegt. Im Film wird dies mittels einer Mischung von von Schauspielern nachgestellten Szenen, originalen Archivaufnahmen und zwischen diesen gestreuten Kommentaren und Analysen von Experten, Sachkundigen und anderen Persönlichkeiten, so z. B. Cornelia Funke, Kinder- und Jugendbuchautorin, und Campino, Frontmann der Musikgruppe Die Toten Hosen, umgesetzt.

## Produktion und Veröffentlichung
Der Dokumentarfilm entstand in Koproduktion des NDR, WDR, Arte und der „Gebrüder Beetz Filmproduktion Lüneburg“. Die im Film verwendeten nachgestellten Szenen aus Kästners Leben wurden in Goslar verwirklicht.
Die Erstausstrahlung von Erich Kästner – Das andere Ich erfolgte am Samstag, dem 31. Dezember 2016, um 16:50 Uhr auf Arte.

## Kritik
„Matthias Bundschuh [mimt] einen sehr tastend-zögerlichen Erich Kästner, was doch ein reichlich einseitiges Bild des Autors mit sich bringt. Die joviale Ausstrahlung, das Warmherzige, das von Kästner ausging …, bleibt so gänzlich auf der Strecke. Auch Lisa Wagner als Kästners Lebensgefährtin Luiselotte Enderle spielt ihren Part so blass und ausdruckslos, dass die fiktionalen Anteile dieser biografischen Annäherung den Zuschauer vollkommen kalt lassen.“

## Belege
1. 1 2  Presseinfo zum Film (PDF, 637 KB)
2. 1 2  Tilman Krause: Das Geheimnis hinter Erich Kästners Traurigkeit. In: welt.de. Die Welt, 31. Dezember 2016, abgerufen am 31. Dezember 2016.
3. ↑  Jürgen Jenauer: Goslar wird wieder Filmkulisse. In: ndr.de. Norddeutscher Rundfunk, 11. September 2016, abgerufen am 31. Dezember 2016.